# Gerhard Materlik
Gerhard Materlik CBE FRS, auch Gerd Materlik, (* 1945 in Marl)  ist ein deutscher Physiker und Wissenschaftsmanager. Er lieferte zahlreiche wesentliche Beiträge zur modernen Röntgenphysik, insbesondere zur Forschung mit Synchrotronstrahlung.

## Werdegang
Materlik studierte Physik in Münster und München. Seine Doktorarbeit schrieb er an der Universität Dortmund bei Ulrich Bonse. Nach Forschungsaufenthalten als Postdoktorand an der Cornell University und Bell Laboratories nahm er im Jahr 1978 eine Stelle am Deutschen Elektronen-Synchrotron (DESY) in Hamburg an. Dort war er in der Folge ab 1986 wissenschaftlicher Direktor am Hamburger Synchrotronstrahlungslabor HASYLAB und Mitglied des Direktoriums von DESY sowie ab 1990 Professor an der Universität Hamburg. 1993/94 hatte er eine Gastprofessur an der Stanford University. Er verließ Hamburg im Jahr 2001 und wurde erster Direktor der damals noch in der Planungsphase befindlichen britischen Synchrotronstrahlungsquelle Diamond Light Source bei Oxford. In dieser Stellung verblieb er bis 2013. Seit 2002 lehrte er an der University of Oxford, außerdem in Reading und Southampton. Seit 2013 gehört er dem University College London als Professor an. Sein Nachfolger als CEO von Diamond ist mit Wirkung vom 1. Januar 2014 der Chemiker Andrew Harrison.

## Leistungen
Als Forscher hat Materlik im Lauf seiner Karriere ca. 200 wissenschaftliche Fachartikel als Haupt- oder Koautor verfasst, unter anderem in den Gebieten der Röntgenbeugung, Röntgenabsorptions- und -fluoreszenzspektroskopie sowie der bildgebenden Röntgenverfahren, insbesondere der Fluoreszenzholographie. Zudem war er beteiligt an der Entwicklung zahlreicher Synchrotronstrahlungsquellen, darunter der Cornell High Energy Synchrotron Source (CHESS), des Stanford Synchrotron Radiation Laboratory (SSRL) und der Advanced Photon Source (APS) in den USA, SPring-8 in Japan sowie der ESRF in Grenoble.
In seiner Tätigkeit in Hamburg war er zuletzt auch Koordinator des TESLA-Röntgenlaserprojekts, aus dem schließlich der European XFEL hervorging.
Die Synchrotronstrahlungsquelle Diamond führte er von der Planungsphase bis in den Nutzerbetrieb. Die Jury des Würzburger Röntgenpreises 2002 bezeichnet Materlik als „Pionier der modernen Forschung mit Röntgenstrahlung in Deutschland“, der „auch die Entwicklung neuer Röntgenquellen, speziell von Synchrotron-Strahlungsquellen, weltweit maßgeblich beeinflusst“ habe.

## Mitgliedschaften und Ehrungen
Im Jahr 2002 wurde ihm der Röntgenpreis der Universität Würzburg verliehen; der Preis wurde damit von der Universität aus Anlass des 600. Geburtstages der Universität zum ersten Mal seit 59 Jahren wieder verliehen. Die Universität Reading verlieh ihm 2004 die Ehrendoktorwürde. Im Jahr 2007 wurde Materlik der Titel eines Commander of the British Empire ehrenhalber verliehen. In demselben Jahr wurde er Fellow des Institute of Physics und im Jahr 2011 Mitglied der Royal Society. Für 2014 wurde ihm die Glazebrook Medal zugesprochen.